# Museu Phuthadikobo
El Museu Phuthadikobo és un museu a la ciutat de Mochudi, Botswana. Està situat en un edifici històric d'interès arquitectònic. Es tracta d'un museu que té una àmplia gamma d'exposicions, una botiga d'artesania i un taller de serigrafia que són exclusius d'Àfrica. El museu se centra en la vida local, les tradicions i el disseny de Bakgatla.
El museu està situat en un edifici històric d'estil afrikaners construït el 1920 per servir com una escola nacional per als nens del poble Kgatla, que van arribar a la regió cap al 1870 sota la pressió dels colons Boers. El 1976 es va convertir en un museu.